# Parque Nacional Qomolangma

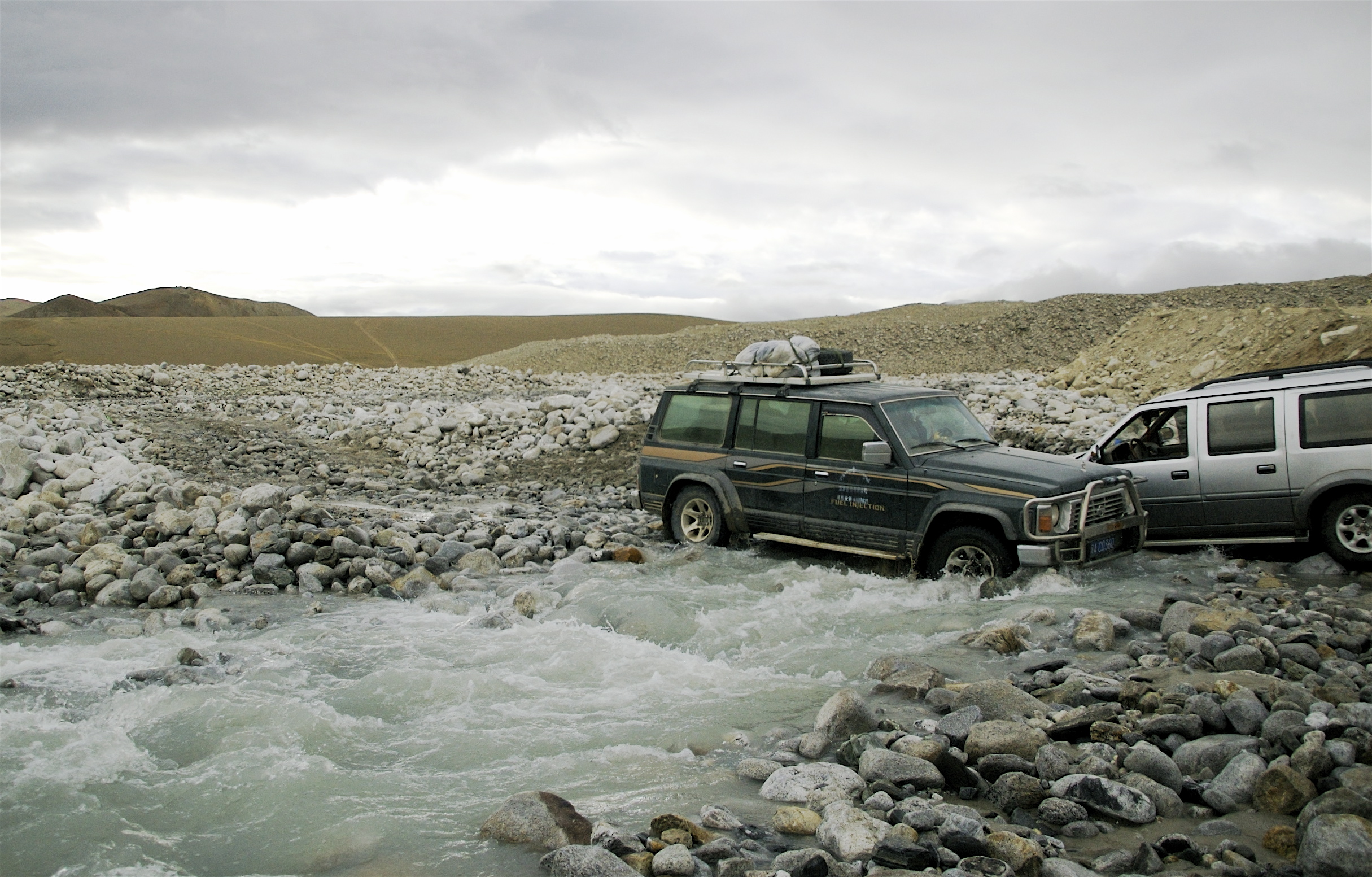
Uma parte da trilha Qomolangma (Monte Everest)

O Parque Nacional Qomolangma é um parque nacional localizado na Prefeitura de Xigazê, Região Autónoma do Tibete, na China. Monte Qomolangma é o nome tibetano e chinês do Monte Everest. O parque, inaugurado em 2012, ocupa 78.000 quilómetros quadrados e contém montanhas com altitudes que variam de 7.000 a 8.848 metros.
O número de visitantes na área aumentou de 13.374 em 2008 para 73.000 em 2012. Em 2008, a zona recebeu 2.698 turistas estrangeiros, mas em 2010 um recorde de 18.700 estrangeiros visitaram a área, o maior número em cinco anos.